# Greta Kildišienė
Greta Kildišienė (ur. 6 marca 1985 w Poniewieżu) –  przewodnicząca Miejskiej Sekcji Litewskiego Związku Rolników i Zielonych w Poniewieży, Fundacji Charytatywnej „Zaśpiewajmy dzieciom” (lit." Švieskime vaikus”); Ambasadorka Letniego Teatru Kobiet, Szef Regionalnego Biura posła do Parlamentu Europejskiego - Bronio Ropėsa w zarządzie regionu Panevezys, była posłanka na Sejm Republiki Litewskiej.

## Życiorys
Absolwentka szkoły muzycznej w Poniewieżu. W 2003 roku, po ukończeniu liceum wstąpiła na Wydział Prawa w Wyższej Szkole Wileńskiej, a następnie wyemigrowała do Wielkiej Brytanii, gdzie studiowała i pracowała przez cztery lata.  Po powrocie na Litwę, postanowiła kontynuować studia prawnicze, a następnie obrała specjalizację w zakresie technologii odzieży i biznesu. 
W 2016 roku została wybrana do parlamentu litewskiego z ramienia Litewskiego Związku Rolników i Zielonych. 
W styczniu 2017 roku na jaw wyszły informacje, iż wobec G. Kildišienė w 2005 roku prowadzono postępowanie karne w sprawie przywłaszczenia pieniędzy w miejscu pracy. Wówczas sprawa ta została umorzona na podstawie ugody stron.  Na początku 2017 roku pojawiły się również oskarżenia, iż G. Kildišienė korzysta z luksusowego samochodu wykupionego w leasingu od spółki Agrokoncernas, której właścicielem jest Ramūnas Karbauskis - lider Związku Rolników i Zielonych. Ujawnienie tych informacji wpłynęło na decyzję G. Kildišienė o złożeniu wniosku o rezygnację z mandatu poselskiego do siedziby Głównej Komisji Wyborczej. 24 stycznia 2017 roku Komisja przyjęła wniosek.